# Rebekkah Brunson
Rebekkah Brunson (Washington, 11 dicembre 1981) è un'ex cestista e allenatrice di pallacanestro statunitense.

## Carriera
Prima di approdare a Valencia (estate 2010), ha giocato per tre anni con la compagine italiana del Taranto Cras Basket.
In precedenza, ha giocato per la Georgetown University.
È nata a Washington, DC e ha frequentato la Oxon Hill High School nel Maryland.
Nel 2004 è diventata la migliore rimbalzista della storia della Georgetown University.
Ha giocato nelle Sacramento Monarchs per sei stagioni e ha contribuito alla vittoria del campionato WNBA del 2005.
Durante la off-season WNBA, ha giocato per il Taranto Cras Basket. Ha giocato anche per la Dinamo Mosca, e per il Dexia Namur, un club professionistico belga.
Ha anche istituito e gestisce la 32 Foundation (chiamata così per via del suo numero di maglia), che offre opportunità accademiche e atletiche ai giovani di Washington.

## Palmarès
- Campionato WNBA: 5

Sacramento Monarchs: 2005
Minnesota Lynx: 2011, 2013, 2015, 2017
- WNBA All-Defensive First Team (2011)
- 6 volte WNBA All-Defensive Second Team (2007, 2008, 2010, 2013, 2017, 2018)
- 2 volte Campione d'Italia con il Taranto Cras (2009, 2010)